# Mabombo
Mabombo es una localidad de la República del Congo, constituida administrativamente como un distrito del departamento de Bouenza en el sur del país.
En 2011, el distrito tenía una población de 11 839 habitantes, de los cuales 5500 eran hombres y 6339 eran mujeres.
Se ubica unos 20 km al norte de la capital departamental Madingou, cerca del límite con el vecino departamento de Lékoumou. Por su ubicación en el extremo meridional de los montes Chaillu, en Mabombo no hay carreteras importantes: se accede a la localidad a través de un camino de tierra que sale al este del camino que une Madingou con Sibiti.